# Henrietta Szold
Henrietta Szold (n. 21 decembrie 1860, Baltimore, America Britanică⁠(d), Regatul Marii Britanii – d. 13 februarie 1945, Ierusalim, Palestina sub mandat britanic) a fost un lider al mișcării sioniste din SUA, pedagog și asistentă socială evreică stabilită în Palestina mandatară. Ea a fondat organizația femeilor evreice sioniste Hadassa în anul 1912, fiind președintele acestei organizații până în 1926. De asemenea, a condus organizația sionistă de asistență Aliyat Hanoar, dedicată ajutării copiilor și tinerilor evrei care au emigrat din diferite colțuri ale lumii în Palestina mandatară, apoi în Statul Israel. A fost membră în Vaad Leumi (Comitetul Național), organul oficial de reprezentare a cetățenilor evrei ai Palestinei sub regimul mandatului britanic. 
Henrietta Szold a creat mișcarea Femeile Hadassa. Deși avea caracter sionist, această organizație a luptat pentru acordarea asistenței medicale atât evreilor, cât și arabilor din Palestina. În pofida acestui fapt, în cursul ostilităților evreo-arabe de la finele Mandatului britanic în Palestina, combatanții naționaliști arabi au organizat la aprilie 1948 o ambuscadă și au omorât 73 de medici și asistenți medicali evrei dintr-un convoi spre spitalul Hadassa de pe Muntele Scopus.